# Великобритания на летних Олимпийских играх 1996
Великобритания принимала участие в Летних Олимпийских играх 1996 года в Атланте в 16 раз за всю историю. В общей сложности завоевали 15 медалей, из которых 1 золотая, 8 серебряных и 6 бронзовых.

## 01!Золото
- Стив Редгрейв и Мэтью Пинсент — академическая гребля, двойка без рулевого

## 02!Серебро
- Бен Эйнсли — парусный спорт, лазер.
- Стив Бакли — лёгкая атлетика, метание копья.
- Роджер Блэк — лёгкая атлетика, бег на 400 метров.
- Джонатан Эдвардс — лёгкая атлетика, тройной прыжок.
- Пол Палмер — плавание.
- Джейми Баулч, Роджер Блэк, Марк Ричардсон, Айван Томас, Марк Хилтон, Дуэйн Ладейжо — лёгкая атлетика, эстафета 4×400 метров.
- Джон Меррикс и Иан Уокер — парусный спорт, класс 470.
- Тим Хенмен и Нил Броуд — теннис, парный разряд.

## 03!Бронза
- Крис Бордман — велоспорт, шоссейная индивидуальная гонка.
- Дениз Льюис — лёгкая атлетика, семиборье.
- Макс Скиандри — велоспорт, шоссейная групповая гонка.
- Грэм Смит — плавание, 1500 метров вольным стилем.
- Стив Смит — лёгкая атлетика, прыжок в высоту.
- Тим Фостер, Руперт Обхольцер, Грэг Сирли, Джонни Сирли — академическая гребля, четвёрка без рулевого.

## Результаты соревнований

### Академическая гребля
В следующий раунд из каждого заезда проходили несколько лучших экипажей (в зависимости от дисциплины). В финал A выходили 6 сильнейших экипажей, остальные разыгрывали места в утешительных финалах B-D.
Мужчины
| Соревнование | Спортсмены                   | Предварительный заезд | Предварительный заезд | Предварительный заезд | Отборочный заезд | Отборочный заезд | Отборочный заезд | Полуфинал     | Полуфинал     | Полуфинал     | Финал      | Финал   | Итоговое место |
| Соревнование | Спортсмены                   | Заезд                 | Время                 | Место                 | Заезд            | Время            | Место            | Заезд         | Время         | Место         | Время      | Место   | Итоговое место |
| ------------ | ---------------------------- | --------------------- | --------------------- | --------------------- | ---------------- | ---------------- | ---------------- | ------------- | ------------- | ------------- | ---------- | ------- | -------------- |
| одиночки     | Питер Хейнинг                | 3                     | 7:42,55               | 4                     | 1                | 7:45,95          | 2 Q              | Полуфинал A/B | Полуфинал A/B | Полуфинал A/B | Финал B    | Финал B | 11             |
| одиночки     | Питер Хейнинг                | 3                     | 7:42,55               | 4                     | 1                | 7:45,95          | 2 Q              | 1             | 7:30,47       | 6             | 6:55,06    | 5       | 11             |
| двойки       | Стив Редгрейв Мэттью Пинсент | 2                     | 6:50,04               | 1 Q                   | не участвовали   | не участвовали   | не участвовали   | 2             | 6:50,30       | 1 QA          | Финал A    | Финал A | 1              |
| двойки       | Стив Редгрейв Мэттью Пинсент | 2                     | 6:50,04               | 1 Q                   | не участвовали   | не участвовали   | не участвовали   | 2             | 6:50,30       | 1 QA          | 6:20,09 OB | 1       | 1              |

### Водные виды спорта

#### Прыжки в воду
По итогам предварительных 6 прыжков в полуфинал проходило 18 спортсменов. Далее прыгуны выполняли по 5 прыжков из обязательной программы, результаты которых суммировались с результатами предварительных прыжков. По общей сумме баллов определялись финалисты соревнований. Финальный раунд, состоящий из 6 прыжков, спортсмены начинали с результатом, полученным в полуфинале.
Мужчины
| Соревнование      | Спортсмены | Предварительный раунд | Предварительный раунд | Полуфинал            | Полуфинал            | Сумма                | Сумма                | Финал                | Финал                | Итог                 | Итог                 |
| Соревнование      | Спортсмены | Результат             | Место                 | Результат            | Место                | Результат            | Место                | Результат            | Место                | Результат            | Место                |
| ----------------- | ---------- | --------------------- | --------------------- | -------------------- | -------------------- | -------------------- | -------------------- | -------------------- | -------------------- | -------------------- | -------------------- |
| трамплин, 3 метра | Тони Элли  | 345,33                | 18 Q                  | 203,46               | 14                   | 548,79               | 18                   | Завершил выступление | Завершил выступление | Завершил выступление | Завершил выступление |
| трамплин, 3 метра | Боб Морган | 318,69                | 24                    | Завершил выступление | Завершил выступление | Завершил выступление | Завершил выступление | Завершил выступление | Завершил выступление | Завершил выступление | Завершил выступление |